# 1914 في الأوروغواي
فيما يلي قوائم الأحداث التي وقعت خلال عام 1914 في الأوروغواي.

## رياضة
- 1 يناير – الدوري الأوروغواياني لكرة القدم 1914 الفائز نادي ريفر بليت لكرة القدم.

## مواليد

### أبريل
- 6 أبريل – واشنطن بلتران سياسي أوروغواياني.
- 13 أبريل – هيكتور كازينافي لاعب كرة قدم فرنسي.

## وفيات

### يوليو
- 6 يوليو – دلميرا أجوستيني (مواليد 1886) كاتبة أوروغوايانية.